# Wessam Salamana
Wessam Salamana est un boxeur syrien né le 26 octobre 1985 à Al-Mushrifah (en).

## Carrière
Sa carrière amateur est principalement marquée par une médaille de bronze aux Jeux asiatiques de Canton en 2010 dans la catégorie poids coqs. Il participe ensuite aux eux olympiques d'été de 2012 à Londres.
En 2015, il fuit la Syrie avec sa femme et ses deux enfants en raison de la guerre civile syrienne et rejoint l'Allemagne.
Il fait partie de l'équipe olympique des réfugiés aux Jeux olympiques d'été de 2020 annoncée par le Comité international olympique le 8 juin 2021.

## Palmarès

### Jeux olympiques
- Qualifié en -63 kg pour les Jeux de 2020 à Tokyo, Japon
- Éliminé au premier tour en -56 kg en 2012 à Londres, Angleterre

### Jeux asiatiques
- Médaille de bronze en -56 kg en 2010 à Canton, Chine

### Jeux méditerranéens
- Médaille de bronze en -54 kg en 2009 à Pescara, Italie